# Vieux Carré (cocktail)
Il Vieux Carré è un cocktail a base di rye whisky, cognac e vermut. Dal 2020 è incluso nella lista dei cocktail ufficialmente riconosciuti dall'IBA.

## Storia
Il Vieux Carré è stato ideato da Walter Bergeron, capo barman del Monteleone Hotel di New Orleans. Prende il nome dal quartiere Vieux Carré, il centro storico più antico della città. La prima ricetta di questo drink venne pubblicata nel 1938 dal giornalista e storico della Louisiana Stanley Clisby Arthur nel suo libro "Famous New Orleans Drinks and How to Mix E".

## Composizione
- 3,0 cl di rye whiskey
- 3,0 cl di cognac
- 3,0 cl di vermut
- un cucchiaio di Bénédictine
- gocce di Peychaud's Bitters[1]

## Preparazione
Il cocktail si prepara versando gli ingredienti all'interno del mixing glass assieme ad alcuni cubetti di ghiaccio. Filtrare con lo strainer nella coppetta da cocktail precedentemente raffreddata. 